# Romdrup (parochie)
Romdrup was een parochie van de Deense Volkskerk in de Deense gemeente Aalborg. De parochie maakte deel uit van het bisdom Aalborg en telt 1.253 kerkleden op een bevolking van 1.375 (2006). Romdrup fuseerde per 1 januari 2015 met de parochie Klarup tot de nieuwe parochie Romdrup-Klarup.
Historisch maakt de parochie deel uit van de herred Fleskum. In 1970 werd de toenmalige parochie opgenomen in de nieuwe gemeente Aalborg.

Gistrup · Gudum · Gudumholm · Gunderup · Klarup · Komdrup · Lillevorde · Mou · Nørre Kongerslev · Nørre Tranders · Nøvling · Romdrup · Romdrup-Klarup · Rørdal · Sejlflod · Skalborg · Sønder Kongerslev · Sønder Tranders · Storvorde